# Mason Jones
Mason Jones (Hamilton, (Nova York, 16 de juny, 1919 – Wynnewood, Pennsilvània, 18 de febrer, 2009) va ser un trompa i educador musical nord-americà que va tenir una llarga associació amb l'Orquestra de Filadèlfia com a trompa principal sota la direcció d'Eugene Ormandy. També va exercir com a corn principal de la banda de marina dels Estats Units durant la Segona Guerra Mundial i va ser el cap de la facultat de trompa del Curtis Institute of Music de 1946 a 1995. Va ser membre fundador del "Philadelphia Woodwind Quintet" i del "Philadelphia Brass Ensemble".

## Vida i carrera
Nascut a Hamilton, Nova York, Jones va començar els seus estudis professionals el 1936 al Curtis Institute of Music com a alumne d'Anton Horner. El 1938 va ser contractat per Ormandy com a tercer trompa per a l'Orquestra de Filadèlfia i un any més tard va substituir el seu professor com a trompa solista de l'orquestra. El 1940 va ser nomenat corn principal de l'Orquestra de Filadèlfia, càrrec que va deixar vacant un any més tard per servir com a corn principal de la Banda Marina dels Estats Units entre 1941 i 1946.
El 1947 Jones va tornar a l'Orquestra de Filadèlfia com a trompa principal, aquesta vegada ocupant aquest càrrec fins a la seva jubilació 31 anys més tard, el 1978. Al mateix temps, va exercir com a director de personal de l'orquestra entre 1963 i 1986. Entre els nombrosos enregistraments que va fer amb l'Orquestra de Filadèlfia hi havia la música de la pel·lícula d'animació de Disney de 1940 Fantasia.

## Discografia
Enregistraments com a solista destacat
Eugene Ormandy dirigeix els concerts de vent de Mozart, amb l'Orquestra de Filadèlfia; Eugene Ormandy, director d'orquestra (RCA 886446061184)
- Paul Hindemith: Sonates per a metalls i piano – amb Glenn Gould, piano (Sony)

Enregistraments de música de cambra
- Mozart i Beethoven: Quintets per a piano i vent – amb Rudolf Serkin, piano (Sony 827969390924)
- Francis Poulenc: Sextet per a piano i vent, etc. - amb el mateix compositor (Boston Records BR10G1CD) The Original Philadelphia Woodwind Quintet